# Piràmide G1-b
La piràmide G1-b és una de les quatre piràmides subsidiàries que hi ha al sector oriental de la necròpoli de Guiza. Les altres piràmides subsidiàries que l'acompanyen són la G1-a, la G1-c i la G1-d. Es troba emplaçada just al costat oriental de la gran piràmide, i va ser construïda durant la IV Dinastia d'Egipte.
És la central de les tres piràmides de les reines, situada a 10 metres al sud de la piràmide G1-a. Té una base de 50 metres i tenia una alçada original de 30 metres i una inclinació de 52°. Tots els seus passatges subterranis estan tallats a la roca i la cambra funerària està revestida de pedra calcària. Malauradament, la cambra funerària també es troba en molt mal estat, i l’únic senyal que hi ha de l'antiga presència d'una capella mortuòria són algunes marques a la roca. Hi ha proves de l'existència d’un pou de vaixells al sud de la piràmide, però es va omplir de pedra i runa per construir el camí d'accés al lloc.

Els egiptòlegs Mark Lehner i Rainer Stadelmann l’atribueixen a la reina Meritites I. Zahi Hawass, però, l’atribueix a la reina Noubet, que va donar a llum a Djedefre.

Plànol de la G1-b
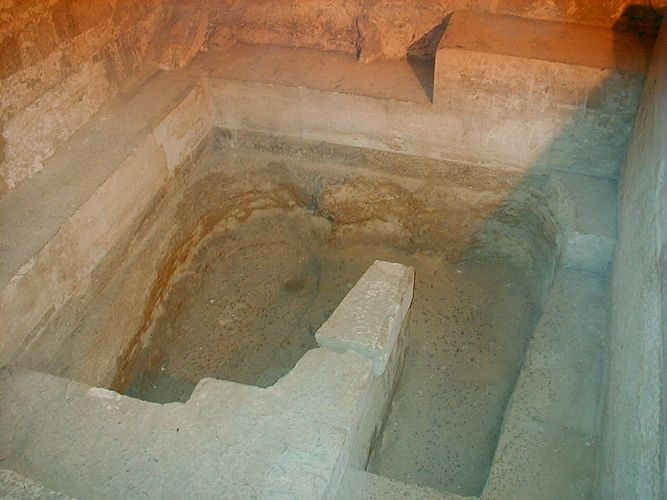
Fossa dins de la piràmide.
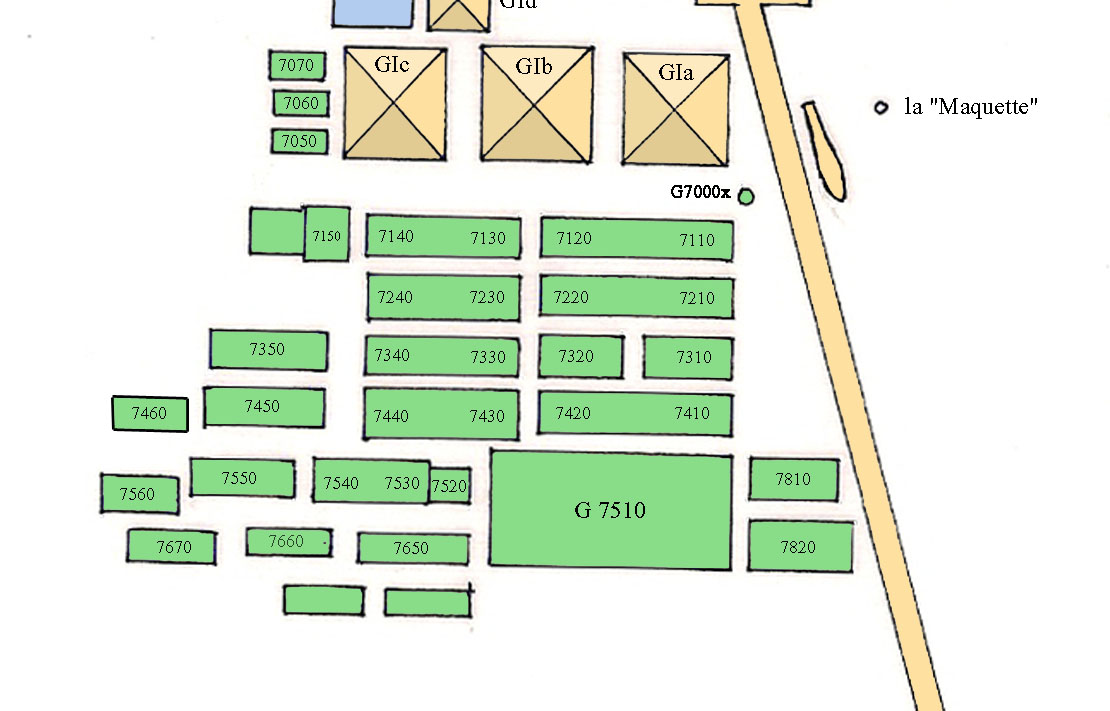
Mapa de la necròpolis est de Guiza.
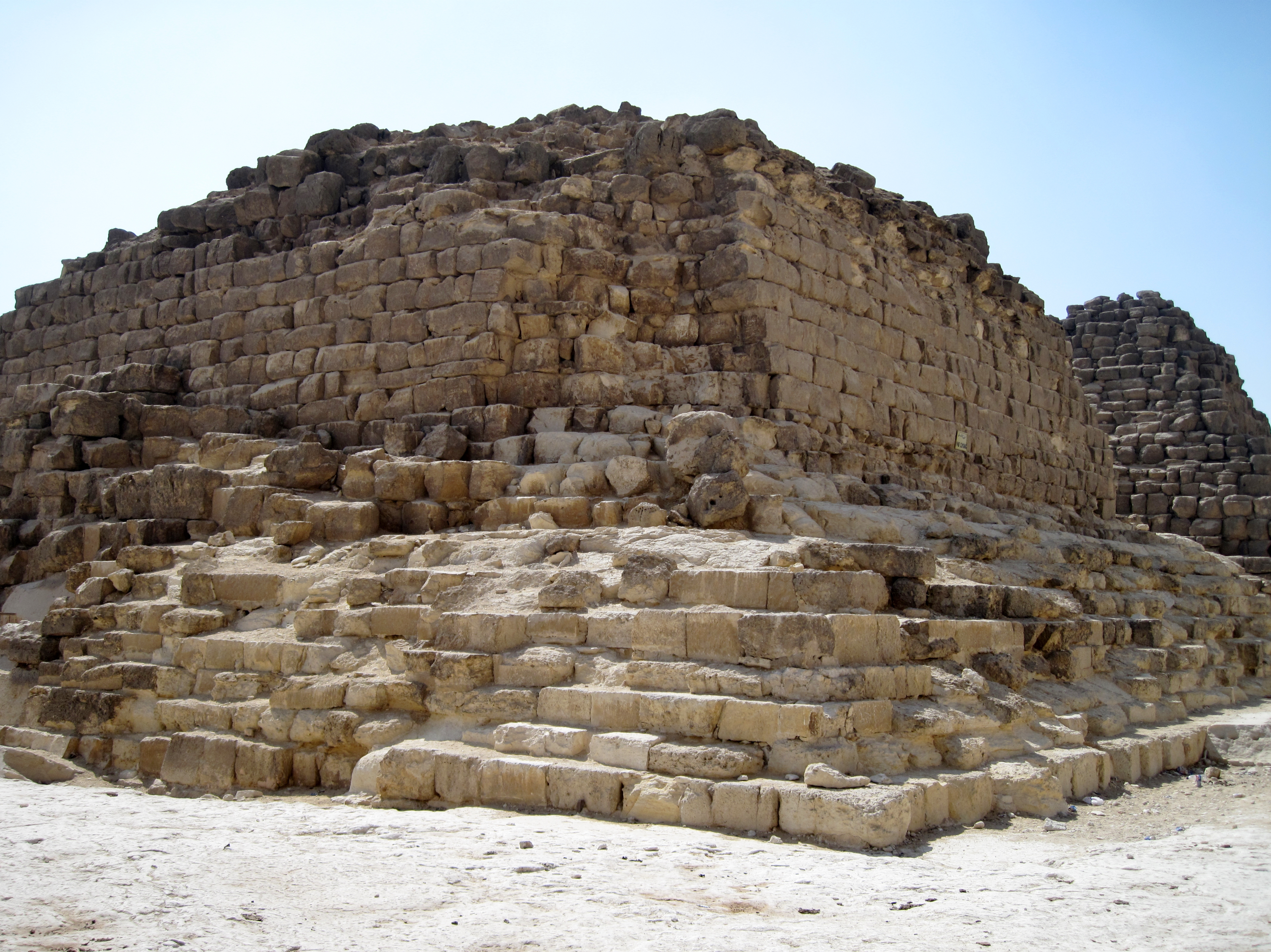
Primer pla de la piràmide.